# Greg Phillinganes

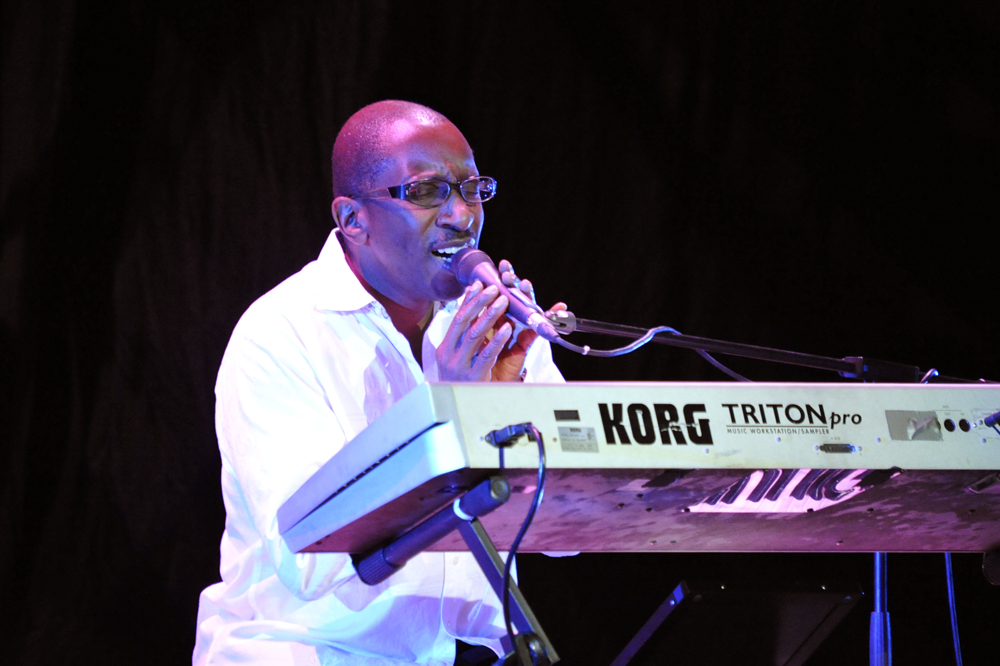
Greg Phillinganes

Gregory Arthur Phillinganes (Detroit, Míchigan, 12 de mayo de 1956) es un teclista, músico de sesión y compositor estadounidense.

## Biografía
Aunque se le conoce más como músico de sesión, de 1976 a 1981, Phillinganes fue miembro de la banda Wonderlove, de Stevie Wonder, y durante la década de 1980, de la banda de Eric Clapton.
A partir de 1979, Phillinganes participó en todos los álbumes de Michael Jackson.
De 2004 a 2008, Phillinganes fue miembro de la banda Toto, habiendo sustituido a David Paich.
Como compositor, ha escrito canciones para los Brothers Johnson y Lionel Richie, y coescrito canciones con Paulinho Da Costa.

## Discografía

### En solitario
- 1981 Significant Gains
- 1984 Pulse

### Como músico de sesión
- 1976 Songs in the Key of Life (Stevie Wonder)
- 1979 Off the Wall (Michael Jackson)
- 1981 The Dude (Quincy Jones)
- 1982 The Nightfly (Donald Fagen)
- 1982 Thriller (Michael Jackson)
- 1983 Hearts and Bones (Paul Simon)
- 1983 Can't Slow Down (Lionel Richie)
- 1986 August (Eric Clapton)
- 1987 Bad (Michael Jackson)
- 1987 E.S.P. (Bee Gees)
- 1989 Journeyman (Eric Clapton)
- 1991 Dangerous (Michael Jackson)
- 2006 Falling In Between (Toto)
- 2007 Falling In Between Live (Toto)
- 2009 More to Say (Terri Lyne Carrington)